# Кешајд
Кешајд (њем. Kescheid) општина је у њемачкој савезној држави Рајна-Палатинат. Једно је од 119 општинских средишта округа Алтенкирхен (Вестервалд). Према процјени из 2010. у општини је живјело 132 становника. Посједује регионалну шифру (AGS) 7132060.

## Географски и демографски подаци
Кешајд се налази у савезној држави Рајна-Палатинат у округу Алтенкирхен (Вестервалд). Општина се налази на надморској висини од 245 метара. Површина општине износи 4,8 km². У самом мјесту је, према процјени из 2010. године, живјело 132 становника. Просјечна густина становништва износи 27 становника/km².